# Кръсте Кузмановски
Кръсте Кузмановски (на сръбски: Крсте Кузмановски) е сръбски балетист.

## Биография
Роден е на 21 септември 1928 година в стружкото сърбоманско село Лабунища, тогава в Кралство Югославия. Завършва 6 класа основно училище. В 1948 година започва кариера на балетист в Художествения ансамбъл на Централния дом на Югославската народна армия. От 1 декември 1950 до 1 септември 1953 година играе в Сръбския народен театър в Нови Сад. След това от 1 септември 1953 до 31 август 1955 година играе в балетния ансамбъл на Народния театър в Белград. От 1 септември 1955 до 31 август 1957 година е солист в Сръбския народен театър, а след това от 1 септември 1957 до 30 септември 1961 година играе в Народния театър „Иван Зайц“ в Риека, като от 1 април 1958 година е солист. През 1962 година е хореограф в театъра в Риека, а от 1 октомври 1962 до 15 август 1963 година отново е в Новисадския театър. След това играе в Хърватския народен театър в Загреб.
За пръв път се появява като солист в 1951 година в ролята на Марко в „Охридска легенда“ на Стеван Христич. Играта на Кузмановски е изразителна, вдъхновена от фолклора и той дава на ролите си непосредственост. Сред по важните му роли са Мирко в „Дявол в селото“ на Фран Лотка, Младият маркиз в „Крадецът Гаспар“ на Робер Планкет, Гирей в „Бахчисарайски фонтан“ на Борис Асафиев, Капулети и Тибалд в „Ромео и Жулиета“ на Сергей Прокофиев.